# 珠宮夕貴
珠宮 夕貴（たまみや ゆき、10月30日 - ）は、日本の女性声優。愛知県名古屋市出身。アーツビジョン所属。

## 略歴
日本ナレーション演技研究所出身。
かつてはナゴヤドームでアルバイトをしていた。

## 人物
趣味・特技には歌、絵を描くこと、ギターの弾き語り、スポーツ全般、絶対音感をそれぞれ挙げている。方言は名古屋弁。
自身の出身地に本拠地を置くプロ野球球団・中日ドラゴンズのファンである。最初に応援した選手に山本昌を挙げている。
『れい&ゆいの文化放送ホームランラジオ!』では第166回にゲスト出演し、初めて生放送番組に出演。2019年3月24日に開催された『ホームランラジオ オールスターゲーム2019 開幕版』にも出演した。

## 出演

### テレビアニメ
2016年
- ラブライブ!サンシャイン!!（女子生徒）
- NEW GAME!（女子）
- 競女!!!!!!!!（岡本水希）
- パズドラクロス（2016年 - 2018年、アナウンス、住人）

2017年
- Re:CREATORS（女子中学生）

2018年
- クレヨンしんちゃん（2018年 - 2021年、女子高生B、主婦D、赤ちゃんC、セレブA）
- バキ（カップル女B、観客）
- ドラえもん（テレビ朝日版第2期）（2018年 - 2021年、少女の母、アナウンス）
- INGRESS THE ANIMATION（世界の人々）

2019年
- パズドラ（王城ガールズA、女の子）
- ブギーポップは笑わない（女生徒）
- ぼくたちは勉強ができない（子供）
- あんさんぶるスターズ!（観客）
- 名探偵コナン（2019年 - 2021年、古井紀保、社員）

2020年
- THE GOD OF HIGH SCHOOL ゴッド・オブ・ハイスクール（女子高生）
- 体操ザムライ（生徒B、声B）

### Webアニメ
- バキ（2020年、観客）
- 日本沈没2020（2020年、アナウンスB）

### ゲーム
2015年
- 封印勇者!マイン島と空の迷宮（パピルス、オラクル、サクヤ）

2016年
- 姫王と最後の騎士団（フローレンス、フルーレ）
- 円環のパンデミカ code-S-（三刀屋メイカ）
- 逆転オセロニア（アストライア）

2018年
- メリーガーランド（2018年 - 2019年、レネ、ミカゲ、テスラ）

2019年
- アルテイルクロニクル（メルキィ）
- アルテイルNEO（ロアキナ）
- ロボットガールズZ ONLINE（ブン様）

2020年
- サクラ革命 〜華咲く乙女たち〜（鷲羽もえみ）

### ドラマCD
- 不機嫌なモノノケ庵（2016年）

### 吹き替え

#### 映画
- アウトロー・キング スコットランドの英雄 ※Netflix版

#### ドラマ
- ヴァイキング 〜海の覇者たち〜 シーズン2（ウベ 他）
- スクリーム・クイーンズ シーズン2
- ハンドレッド
- ハンドメイズ・テイル/侍女の物語
- FAMOUS IN LOVE シーズン2（ペイジ）
- ブラック・ミラー シーズン2
- THE FLASH/フラッシュ シーズン3
- フランケンシュタイン・クロニクル
- MACGYVER/マクガイバー
- ラブ2（ペイジ）
- Reboot ガーディアン・コード（英語版）

#### アニメ
- トムとジェリー ショー

### PV
- たったひとつの君との約束（2018年、大木ひかり[22]）
- 戦国ベースボール（2018年、山田虎太郎[22]）

### オーディオブック
- ポーション頼みで生き延びます!（2020年 - 、朗読）